# John McClane

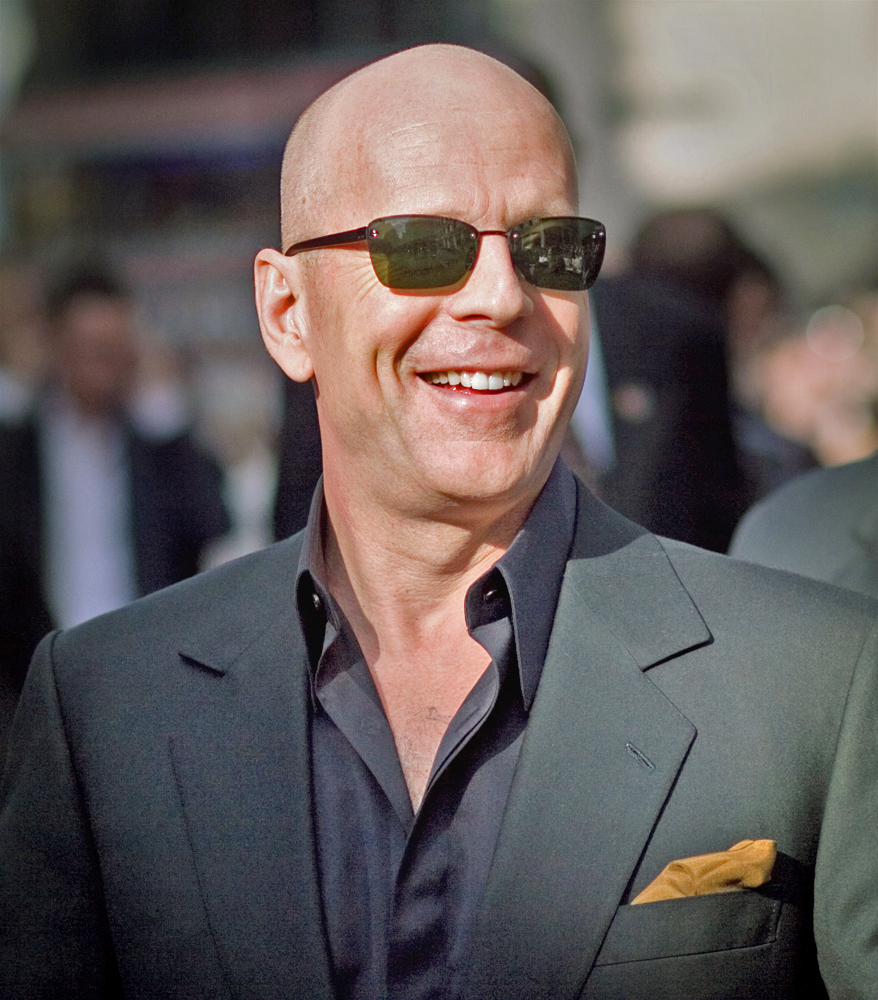
Představitel Johna McClane, Bruce Willis

John McClane je fiktivní postava a hlavní protagonista filmové série Smrtonosná past. V hlavní roli ho hraje Bruce Willis. Filmový časopis Premiere jej v žebříčku 100 nejskvělejších filmových postav všech dob zařadil na 46. místo. Neodmyslitelně k němu patří hláška "Jupikajej, šmejde" (v originále Yippee ki-yay, motherfucker), kterou říká nejčastěji před nebo po zabití teroristů.
Trailer pro první film Smrtonosná past uvádí: To poslední, co chce McClane udělat, je stát se hrdinou, ale nemá na vybranou." Ve Smrtonosné pasti 4 říká McClane, že neexistuje nikdo jiný, kdo by to mohl udělat.